# Sihu (Yunlin)
Sihu (chinesisch 四湖鄉 / 四湖乡, Pinyin Sìhú Xiāng, Pe̍h-ōe-jī Sì-ô͘-hiong) ist eine Landgemeinde im Landkreis Yunlin in der Republik China (Taiwan).

## Lage
Sihu liegt an der Küste des Landkreises Yunlin an der Taiwanstraße. Die Topographie entspricht einer flachen Küstenebene. Die angrenzenden Gemeinden sind Kouhu und Shuilin im Süden, Beigang im Südosten, Yuangchang im Osten, sowie Dongshi und Taixi im Norden.

## Geschichte
Der Name „Sihu“ (四湖) bedeutet wörtlich „vier Seen“. Die ersten Han-chinesischen Siedler aus der Provinz Fujian, die im 17. Jahrhundert in der Endphase der Ming-Dynastie ins Land kamen, fanden hier zwei große Seen und zwei kleine Seen vor und prägten danach den Ortsnamen. Während der japanischen Herrschaft über Taiwan (1895–1945) erfolgte 1920 eine Verwaltungsreform, und es wurde das Dorf Sihu (四湖庄,  Sìhú zhuāng) im Kreis Beigang (北港郡,  Běigǎng jùn) in der Präfektur Tainan gebildet. Nach 1945 kam Taiwan zur Republik China. Die Verwaltungsgrenzen wurde beibehalten und aus dem Dorf wurde die Landgemeinde (鄉,  Xiāng) Sihu, anfänglich im Landkreis Tainan und ab 1950 im neu gebildeten Landkreis Yunlin.

## Bevölkerung
Ende November 2023 hatte Sihu 21.060 Einwohner. Der Anteil von Angehörigen indigener Völker ist sehr gering. 2019 lebten lediglich 42 Personen dieser Bevölkerungsgruppe in Sihu, entsprechend einem Bevölkerungsanteil von ungefähr 0,2 %.

## Verkehr
Die wichtigsten Verkehrsadern sind die Provinzstraßen 61 und 17, die beide parallel zur Küste in Nord-Süd-Richtung verlaufen. Landeinwärts führt die Kreisstraße 160.

## Verwaltungsgliederung
| Gliederung von Sihu |
|                     |

Sihu ist in 21 Dörfer (村,  Cūn) untergliedert:
1. Lunbei (崙北村)

2. Lincuo (林厝村)

3. Lindong (林東村)

4. Xiwei (溪尾村)

5. Shihu (施湖村)

6. Huxi (湖西村)

7. Sihu (四湖村)

8. Xinzhuang (新庄村)

9. Xidi (溪底村)

10. Luchang (鹿場村)

11. Caicuo (蔡厝村)

12. Huliao (湖寮村)

13. Neihu (內湖村)

14. Yangdiao (羊調村)

15. Feidong (飛東村)

16. Feisha (飛沙村)

17. Sanxing (三姓村)

18. Lunnan (崙南村)

19. Guanggou (廣溝村)

20. Bo Dong  (萡東村)

21. Bozi  (萡子村)

## Wirtschaft
Zu den wichtigsten landwirtschaftlichen Produkten gehören Erdnüsse, Wassermelonen, Mais, Drachenfrucht, Sorghumhirse, Knoblauch, Zuckerrohr, Orchideen, Kürbisse usw. Von besonderer Bedeutung ist der Anbau von Knoblauch und Wassermelonen.
Vor der Küste befinden sich mehrere offshore-Windparks.

## Besonderheiten
Der Himmelstempel (參天宮, Cantian-Tempel) im Dorf Huxi ist ein Tempel, in dem Guan Yu verehrt wird. Der Haiqing-Tempel (海清宮) im Dorf Lunbei ist ein mehr als 200 Jahre alter daoistischer Tempel im traditionellen Fujian-Stil mit Bao Zheng als zentraler Gottheit. Jedes Jahr finden am zehnten Tag des siebten Mondmonats besondere Feierlichkeiten statt.

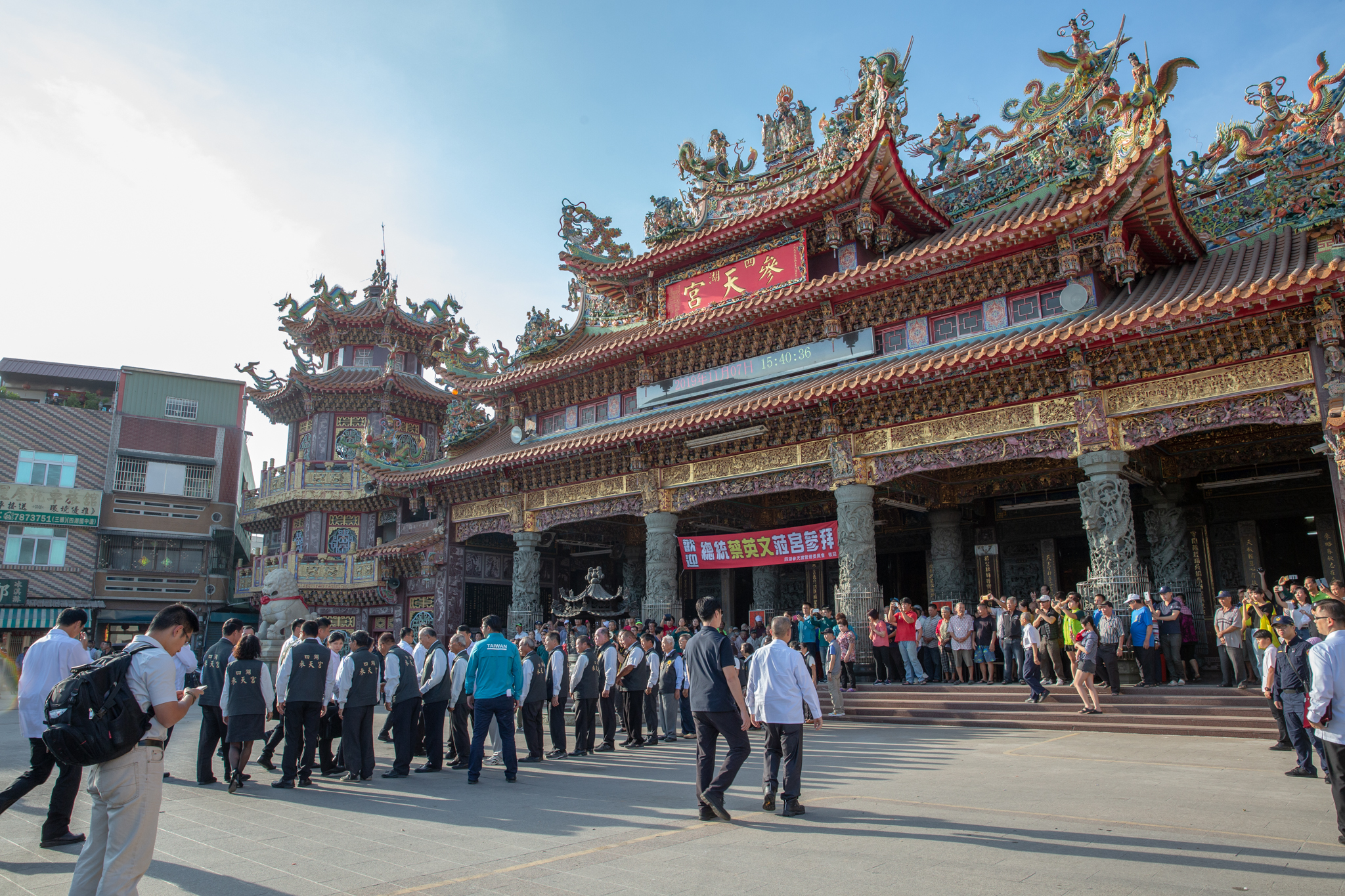
Cantian-Tempel
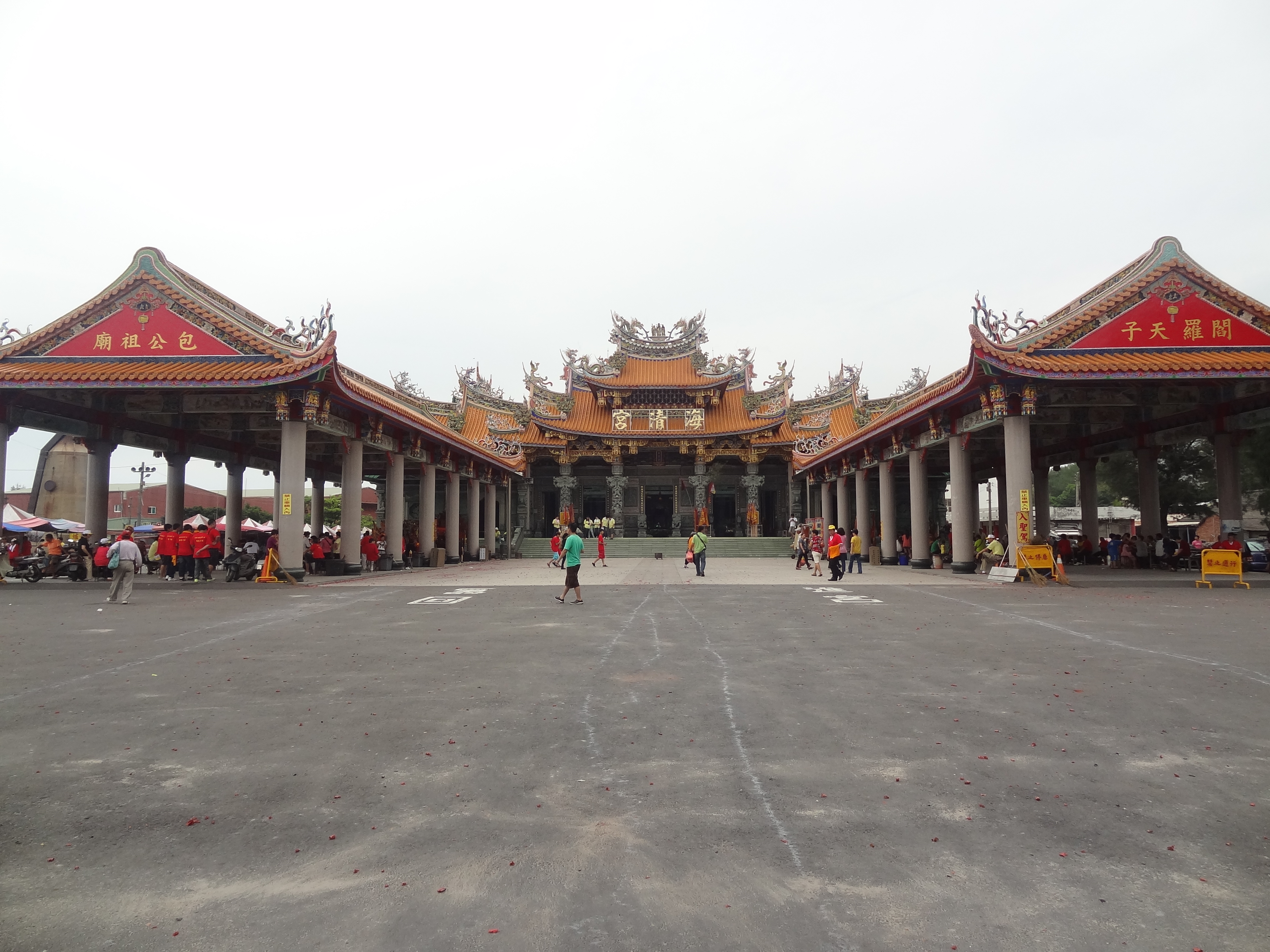
Haiqing-Tempel